# Cerik (Lukavac)
Cerik är en ort i Bosnien och Hercegovina. Den ligger i entiteten Federationen Bosnien och Hercegovina, i den centrala delen av landet, 70 km norr om huvudstaden Sarajevo. Cerik ligger 265 meter över havet och antalet invånare är 234.
Terrängen runt Cerik är kuperad åt sydväst, men åt nordost är den platt. Närmaste större samhälle är Banovići, 15,0 km sydost om Cerik.
I omgivningarna runt Cerik växer i huvudsak blandskog. Runt Cerik är det ganska tätbefolkat, med 93 invånare per kvadratkilometer.